# Іконошанування

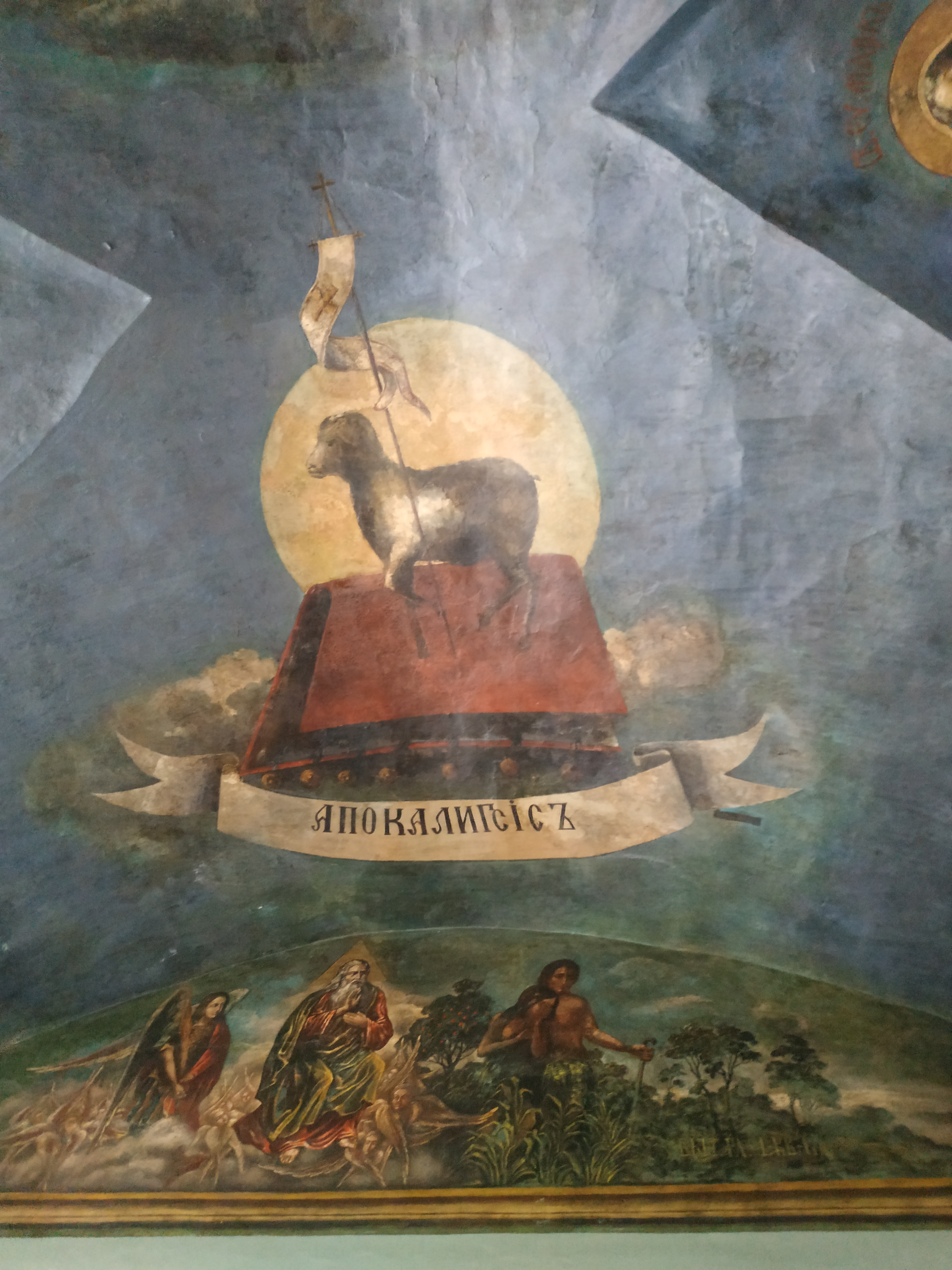
Неканонічне зображення Ісуса Христа у вигляді Агнця

Іконошанування — догмат православної і католицької церков, встановлений на Сьомому Вселенському соборі, а також і сама практика шанування ікон. Згідно з цим догматом «честь, що віддається образу, переходить до Первообразного, і той, хто вклоняється іконі, вклоняється зображеному на ній».
Догмат про почитання ікон не підтримується рядом протестантських церков, які вважають іконошанування ідолопоклонством.
Зображення Христа, Богородиці, святих, біблійних сцен відомі в християнстві починаючи з II століття. До IV століття біля стіни християнських храмів вже повсюдно прикрашалися мальовничими зображеннями. Василій Великий у слові, присвяченому пам'яті мученика Варлаама, закликає живописців зобразити подвиги святого, Іван Золотоустий пише про поширення зображень Мелетія Антіохійського, а Феодорит Кирський повідомляє про портрети Симеона Стовпника, що продаються в Римі.  Незважаючи на таку підтримку зображення осіб і подій Священної та церковної історії, у цей же період з'являються перші заперечення проти використання ікон. Так, Євсевій Кесарійський негативно висловлюється про бажання сестри імператора мати ікону Христа. Це він пояснює не старозавітним забороною, а тим, що божественна природа незображувана
До періоду III століття у зв'язку з активними гоніннями євангельські смисли зображувалися дуже завуальовано і символічно. Основним символічним зображенням Христа був Агнець. Після, Соборним рішенням забороняється використовувати вказівні, зазвичай старозавітні, символи (той же Агнець), і рекомендується зображати Христа і Богородицю явним чином, хоча єдино канонічна ікона Трійці, написана ченцем Андрієм Рубльовим — абсолютно символічне зображення.[джерело?]
Догмат про іконошанування був остаточно сформований на Сьомому Вселенському соборі, що відбувся в період іконоборства:

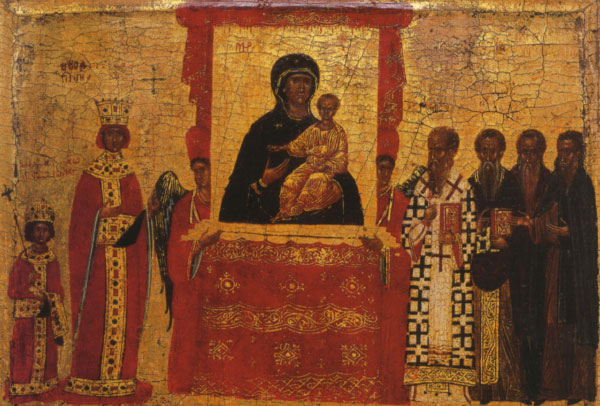
Ікона «Торжество Православ'я» (фрагмент). Візантія, перша половина XV століття

|  | …подібно до зображення Чесного і Животворящого Хреста ставити у святих Божих церквах, на священних сосудах та одежах, на стінах та дошках, в будівлях та на дорогах чесні та святі ікони, написані фарбами і зроблені з дрібних камінців або з іншого придатного для цього матеріалу: ікони Господа і Бога і Спаса нашого Ісуса Христа, Непорочної Владичиці нашої святої Богородиці, ікони чесних ангелів, всіх святих і преподобних. Оскільки через зображення на іконах вони видимі для нас, то ті, хто на них дивляться, спонукаються згадувати та любити першообрази — тих, хто зображується на іконах; та до вшановувати їх лобизанням (цілуванням) i благоговійним вклонінням. Не істинним, як ми віруємо, богопоклонінням, яке належить лише єдиному божескому єству, але почитанням першообразу того зображення, яке ми бачимо на іконі. Зображенню Чесного і Животворящого Хреста, Святому євангелію та іншим святиням шанування воздається кадінням фіміаму та поставленням свічок, що є стародавнім Церковним благочестивим звичаєм. Бо шана, яка надається образу, переходить на першообраз, i той, хто вклоняється іконі, той по суті вклоняється особі, на ній зображеній. |

Догмат іконошанування підкреслює, що вшанування ікон і поклоніння їм відноситься не до матеріалу ікони, не до дерева і фарб, а до того, хто зображений на іконі (первообразу), отже, не має характеру ідолопоклонства.
Згідно з віровченням традиційних християнських конфесій, іконошанування можливо через втілення Бога, Який прийняв плоть. Тому, відповідно до цього погляду, можливо зображення Бога і шанування святих зображень — ікон. Святість людей можлива також лише внаслідок Втілення, ікони святих і Богородиці шануються з тієї ж причини, що й ікона Христа. Цей погляд, проте, не поділяють багато інших християни, наприклад, християни-протестанти.
У Візантійській імперії в VIII століття — початку IX століття існував активний рух іконоборців, спрямований проти почитання ікон. У цей період спробу дати богословське обґрунтування іконошанування зробив преподобний Іван Дамаскин (VIII століття). Остаточне відновлення іконошанування у Візантії відбулося у 843 році за імператриці Феодори («Торжество Православ'я»).